# Sepsis testacea
Sepsis testacea är en tvåvingeart som beskrevs av Walker 1860. Sepsis testacea ingår i släktet Sepsis och familjen svängflugor. Inga underarter finns listade i Catalogue of Life.